# (6908) Kunimoto
(6908) Kunimoto est un astéroïde de la ceinture principale.

## Description
(6908) Kunimoto est un astéroïde de la ceinture principale. Il fut découvert le 24 novembre 1990 à Kitami par Kin Endate et Kazuro Watanabe. Il présente une orbite caractérisée par un demi-grand axe de 2,75 UA, une excentricité de 0,09 et une inclinaison de 5,6° par rapport à l'écliptique.

## Compléments